# Günter Reppien
Günter Bernhard Reppien (* 1951) war Gesamtbetriebsratsvorsitzender der RWE Power AG seit 4. Oktober 2000 und Funktionär der Vereinten Dienstleistungsgewerkschaft.
2005 wurde Reppien in die Kommission zur Modernisierung der deutschen Unternehmensmitbestimmung durch Bundeskanzler Gerhard Schröder berufen.
2008 unterstützte Reppien die Kritik von Wolfgang Clement an dem energiepolitischen Kurs der hessischen SPD, da diese im hessischen Landtagswahlkampf die Kernkraft- als auch Kohlekraftwerke durch erneuerbare Energieträger ersetzen wollte.